# کاراسیوس لانگسدورفی
کاراسیوس لانگسدورفی (نام علمی: Carassius langsdorfii) نام یک گونه از سرده کاراسیوس است.بزرگ‌ترین این ماهی‌ها ۳۹ سانتی‌متر طول دارد.